# Nick Baumgartner
Nick Baumgartner, född 17 december 1981, är en amerikansk snowboardåkare som tävlar i snowboardcross. Han har tävlat för USA i fyra olympiska spel (Vancouver 2010, Sotji 2014, Pyeongchang 2018 och Peking 2022).
Vid olympiska vinterspelen 2022 i Peking tog Baumgartner och Lindsey Jacobellis guld i den första upplagan av mixed boardercross.